# Demetriu Cânța
Demetriu Cânța (n. Tăuții de Sus Maramureș – d. 16 august 1942) a fost delegat la Marea Adunare Națională de la Alba Iulia din 1 decembrie 1918.

## Date biografice
A făcut pare din delegația celor 300 de români, care au dus Memorandul la Viena în mai 1892. Demetriu Cânța a activat în cadrul Partidului Național Român, colaborând cu Ioan Rațiu,Vasile Lucaciu și alți fruntași ai luptei naționale a românilor. Pentru meritele sale naționale a fost desemnat ca unul dintre delegații oficiali ai cercului electoral Baia Mare.